# Костенецький Федір Йосипович
Костенецький Федір Йосипович (*1719 — †близько 1767) — сотник Конотопської сотні Ніжинського полку в період гетьманування Кирила Розумовського. Вихованець Києво-Могилянської академії.

## Біографія
Навчався Федір в Києво-Могилянській академії. 1737/1738 навчального року — студент школи риторики.
1739 обійняв посаду військового канцеляриста у Генеральній військовій канцелярії. 3 1750 — наказовий сотник, а з 1751 — сотник Конотопської сотні Ніжинського полку.
Під час Семилітньої війни 1756–1763 перебував в українському козацькому полку в складі московської армії. Тяжко захворівши, одержав 6-тижневу відпустку за наказом полковника Петра Розумовського.
Одружений з дочкою бунчукового товариша Михайла Мартоса Ганною. 1767, виконуючи заповіт чоловіка — турбуватися про освіту та виховання синів,— вдова, щоб підтримати їх, продала дальній хутір біля села Фесівка Прилуцького полку двоюрідному братові Федора Йосипу Костенецькому за 700 рублів. Старший син Федір Костенецький в цей час уже служив канцеляристом у Генеральному військовому суді, а молодші — Яків Костенецький та Петро Костенецький — навчалися.